# Jancsó József
Kézdi-vásárhelyi Jancsó József (Árapatak (Háromszék megye), 1821. március 21. – Nagyenyed, 1873. március 29.) református főiskolai tanár, állattani szakíró, honvédtüzér, biológus.

## Életútja
Árapatakon született, ahol atyja lelkész volt. Tanulmányait az udvarhelyi iskolában kezdte és a nagyenyediben folytatta, ahol 1844-ben Zeyk Miklós segédéül vette és alkalmazta 1846-ig. 1847-ben a szebeni erdésziskolába és innét a selmeci erdészakadémiába ment. 1848-49-ben honvédtüzér volt. A gyásznapok után nevelősködött Tiszaroffon és Tiszavárkonyban; majd Pestre ment, ahol a Szőnyi-féle nevelőintézetben nyert alkalmazást mint természetrajztanító. Itt volt 1855-ig és több értekezést olvasott fel a természettudományi társulat gyűlésein. 1855-ben a kolozsvár-enyedi szemináriumhoz választatott meg és 1858-ban, amint az osztályok szaporodása igényelte, a nagyenyedi főiskolához ment, ahol a természetrajzot tanította. 
Cikke a Magyar Nép Könyvében (1854. Kármentesítő társulatok a természetben.)

## Munkája
- Állattan felsőbb iskolák számára. Magyarra ford. Leunis János után. A szövegbe nyomott 63 ábrával. Pest, 1854.